# Фетоскопия
Фетоскопия — эндоскопический метод непосредственного осмотра плода в матке, а также проведения забора биоматериала для исследования образцов крови плода, кожи и амниотической жидкости. Применяется как последний этап генетического обследования при подозрении на врождённые пороки развития и наследственные заболевания кожи.
Фетоскопия относится к хирургическим операциям, так как фетоскоп проводят через переднюю брюшную стенку и стенку матки.

## Подготовка
Включает в себя полное предоперационное обследование, в том числе ультразвуковое с подробным топографическим описанием плода, плаценты и соединяющей их пуповины.

## Осложнения
- Кровотечения
- Преждевременные роды
- Инфекционное воспаление
- нарушение целостности околоплодного пузыря с истечение околоплодных вод